# 熊本県道43号錦湯前線
熊本県道43号錦湯前線（くまもとけんどう43ごう にしきゆのまえせん）は、熊本県球磨郡錦町から球磨郡湯前町に至る県道（主要地方道）である。

## 概要
球磨郡錦町大字一武から球磨郡湯前町上里に至る。球磨郡多良木町の一部区間に大型車通行不能区間が存在し、この付近はすれ違いが困難な未改良区間が続いている。

### 路線データ
- 起点：熊本県球磨郡錦町大字一武（錦町一武交差点、国道219号交点）
- 終点：熊本県球磨郡湯前町上里（国道219号交点、国道388号、国道446号、宮崎県道・熊本県道142号上椎葉湯前線、熊本県道161号五木湯前線終点）
- 総延長：20.4 km[1]

## 歴史
- 1993年（平成5年）5月11日 - 建設省から、県道錦湯前線が錦湯前線として主要地方道に指定される[2]。
- 2018年（平成30年）9月13日 - 一武バイパスの一部区間（0.7 km）が供用開始[3]。
- 2020年（令和2年）3月31日 - 熊本県告示第267号により一武バイパスと並行する旧道の県道指定が解除される[4]。

## 路線状況

### 重複区間
- 熊本県道260号皆越免田線（球磨郡あさぎり町上南）

## 地理

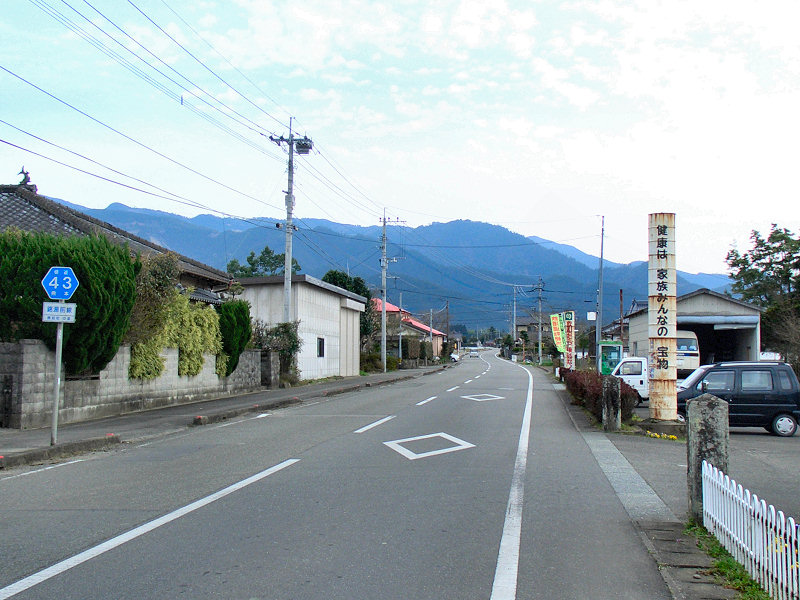
終点付近の様子

### 通過する自治体
- 球磨郡錦町
- 球磨郡あさぎり町
- 球磨郡錦町
- 球磨郡あさぎり町
- 球磨郡多良木町
- 球磨郡湯前町

### 交差する道路
| 交差する道路                                                                              | 市町村名 | 市町村名   | 交差する場所 | 交差する場所          |
| ----------------------------------------------------------------------------------------- | -------- | ---------- | ------------ | --------------------- |
| 国道219号                                                                                 | 球磨郡   | 錦町       | 大字一武     | 錦町一武交差点 / 起点 |
| 熊本県道260号皆越免田線 重複区間起点                                                      | 球磨郡   | あさぎり町 | 上南         |                       |
| 熊本県道260号皆越免田線 重複区間終点                                                      | 球磨郡   | あさぎり町 | 上南         |                       |
| 熊本県道48号多良木相良線                                                                  | 球磨郡   | 多良木町   | 大字久米     |                       |
| 熊本県道143号中河間多良木線                                                               | 球磨郡   | 多良木町   | 大字久米     |                       |
| 国道219号 国道388号 国道446号 宮崎県道・熊本県道142号上椎葉湯前線 熊本県道161号五木湯前線 | 球磨郡   | 湯前町     | 上里         | 終点                  |

### 沿線
- 錦町役場
- 錦町立一武小学校
- あさぎり町立上小学校
- 多良木町立久米小学校
- 城泉寺
- 湯前町役場
- くま川鉄道湯前線 湯前駅